# Au creux de ma terre
Pour les articles homonymes, voir Creux.
Albums de Gérard Jaffrès
Kerichen 72
(1995) Le fou de bassan
(2001)
Au creux de ma terre est le quatrième album studio de Gérard Jaffrès, en hommage à sa terre natale, à la suite de l'album Kerichen 72 et la compilation Les années baluches. Il reflète l'esprit du "café du port", festif et joyeux. Les mélodies sont agrémentées d'humour, de tradition et de poésie.

## Liste des titres
| No  | Titre                        | Auteur                           | Durée |
| --- | ---------------------------- | -------------------------------- | ----- |
| 1.  | Gwenneg ebet (gavotte)       | G. Jaffrès                       | 3:18  |
| 2.  | Lettre à mon amie (an dro)   | G. Jaffrès                       | 3:14  |
| 3.  | Droit devant                 | G. Jaffrès                       | 3:07  |
| 4.  | Les îles lointaines          | G. Jaffrès                       | 3:05  |
| 5.  | Dix filles à marier          | G. Jaffrès                       | 2:53  |
| 6.  | Je n'ai aimé que toi         | G. Jaffrès                       | 3:06  |
| 7.  | En piste, en virée           | G. Jaffrès                       | 4:27  |
| 8.  | Va où le vent t'oubliera     | G. Jaffrès                       | 3:09  |
| 9.  | Au creux de ma terre         | G. Jaffrès                       | 3:09  |
| 10. | Au café du port              | G. Jaffrès, P. Bosman, Y. Segers | 2:47  |
| 11. | Toutes les marées reviennent | G. Jaffrès                       | 3:35  |
| 12. | Kenavo                       | G. Jaffrès                       | 3:23  |

### Single
- Au café du port (1998), qui comprend le titre Gwenneg ebet (la gavotte du Haut-Léon).

## Pochette
La pochette et les illustrations sont du dessinateur Tramber.

## Musiciens
- Guitare acoustique : Gérard Jaffrès, Bernard Wrincq
- Guitare électrique : Bernard Wrincq
- Basse : Gérard Jaffrès
- Claviers : Gérard Jaffrès
- Piano : Jean-Marie Troifontaine
- Batterie : JP "Bull" Ghaye
- Percussions : Julien Jaffrès
- Violon (2.3.7.8.10) : Rudy Velghe
- Violon (12) : Sébastien Theunissen
- Accordéon : Raquel Gigot
- Bombarde, accordéon : Philippe Balleeger
- Chœurs : Dany Caan, Yves Segers
- Chœurs bretons : Frédéric Lamory, Françoise Leclerc
- Animations bretonnes : Jeanne Dall, Babeth Bellec, Jeannie Breton, Elie Merrien
- Samplings : Elie Merrien

## Réception
Cet album a reçu un excellent accueil du public breton et même belge ; plus de 50 000 exemplaires sont vendus, en pleine vague celtique à la suite des succès de Dan Ar Braz, Matmatah, Manau. Parmi les chansons, nombreuses rencontrent du succès en Bretagne et ailleurs : Kenavo, Au café du port, élevé au rang des classiques bretons, chantée par de nombreux groupes de chants de marins et reprise en flamant par des artistes belges et des accordéonistes, Lettre à mon amie, chantée dans les écoles, dans les colos belges et en duo avec Alec Mansion (DVD 2010), l'anecdote de Jacky qui part "en piste en virée", reflet de la jeunesse rock'n'roll, Gwenneg ebet dansée en gavottes.